# 川原田英世
川原田 英世（かわはらだ えいせい、1983年1月12日 - ）は、日本の政治家。立憲民主党所属の衆議院議員（1期）。元網走市議会議員（2期）。

## 来歴
北海道網走市出身。父は魚屋。北海道網走向陽高等学校卒業後、水産業、建設業、通信会社、日雇い派遣労働などを経験。その貯金を用いて海外を旅行していた際に、ブラジルで東京都出身の女性と出会う。2013年に結婚し3児の父となった。
2007年からは参議院議員秘書を、2009年からは衆議院議員公設秘書を務めた。
2015年に網走市議会選挙に無所属（民主党籍）で出馬し、1159票を確保して定数16人に対し20人中7位で当選。2019年に立憲民主党公認で再び立候補し、909票を確保して定数16人に対し17人中13位で再選。
2期目の途中の2021年9月19日に、北海道12区から立憲民主党公認で出馬する意向を表明。同年10月31日の第49回衆議院議員総選挙では北海道12区から出馬したが、自由民主党の武部新に敗れ、惜敗率6位であったため比例北海道ブロックで立憲民主党が確保した3議席にも届かず落選。
2024年10月27日の第50回衆議院議員総選挙では北海道12区から出馬し、武部に敗れたものの、比例北海道ブロックで復活し初当選。
網走水泳協会会長、北海道水泳連盟評議員、網走スポーツ協会評議員を務めている。

## 選挙
| 当落 | 選挙                     | 執行日         | 年齢 | 選挙区       | 政党         | 得票数    | 得票率 | 定数 | 得票順位 /候補者数 | 政党内比例順位 /政党当選者数 |
| ---- | ------------------------ | -------------- | ---- | ------------ | ------------ | --------- | ------ | ---- | ------------------ | ---------------------------- |
| 当   | 2015年網走市議会議員選挙 | 2015年4月26日  | 32   | ーー         | 無所属       | 1159票    | ーー   | 16   | 7/20               | /                            |
| 当   | 2019年網走市議会議員選挙 | 2019年4月21日  | 36   | ーー         | 旧立憲民主党 | 909票     | ーー   | 16   | 13/17              | /                            |
| 落   | 第49回衆議院議員総選挙   | 2021年10月31日 | 38   | 北海道第12区 | 立憲民主党   | 5万5321票 | 33.11% | 1    | 2/3                | 6/3                          |
| 比当 | 第50回衆議院議員総選挙   | 2024年10月27日 | 41   | 北海道第12区 | 立憲民主党   | 7万1608票 | 47.66% | 1    | 2/2                | 3/3                          |